# Thalamita coeruleipes
Thalamita coeruleipes är en kräftdjursart som beskrevs av Jacquinot och Lucas 1853. Thalamita coeruleipes ingår i släktet Thalamita och familjen simkrabbor. Inga underarter finns listade i Catalogue of Life.